# Callibaphus
Callibaphus is een geslacht van wantsen uit de familie van de Pyrrhocoridae (Vuurwantsen). Het geslacht werd voor het eerst wetenschappelijk beschreven door Stål in 1868.

## Soorten
Het genus bevat de volgende soorten:

- Callibaphus albipennis Distant, 1914
- Callibaphus longirostris (Drury, 1782)